# Lac Cowan (Australie)
Pour les articles homonymes, voir lac Cowan.
Ne doit pas être confondu avec le lac Cowal.
Le lac Cowan en Australie est un lac salé qui s'étend sur 1 600 km2 au nord de Norseman .

## Géologie
De nature volcanique, le lac est exploité pour ses gisements de métaux précieux, tels que l'or (1 g/t), le cuivre (1-2 g/t), le nikel (2,5 g/t), le platine (1-2 g/t) et le palladium (1-2 g/t). On y a découvert en 2007 un nouveau minéral, la putnisite.